# Tuzséri tarsolylemez
Tuzsér és környéke már a honfoglalás előtt is lakott hely lehetett. Az itt végzett ásatások alkalmával bronzkori, valamint honfoglalás kori leletek kerültek napvilágra a hajdan itt állt tuzséri földvár területén. A bronzkori leletek i. e. 1900-1100 körüli időkből származnak.
A területre később a népvándorlás körüli időkben i. sz. 400-800-ig itt élő népek nagyobb védelmük érdekében lakhelyük köré földvárat emeltek. A Tisza mentén több ilyen földvár épült, melyek egyike a tuzséri földvár volt.
Az itt feltárt honfoglalás kori temető 6. sírjából ezüstből készült vörösréz hátlappal erősített sima, dísztelen tarsolylemez került elő, benne a tarsollyal, melynek a szélein körben domború fejű szögecskék, illetve középtengelyében alul és felül két-két rozetta található. A tarsolyban tűzkövet és egy csontnyelű kis vaskést találtak.
A tarsoly először vékony vaslemezzel lett borítva, ami megmerevítette a bőrt, megőrizte a gyűrődéstől, így a borítólapot díszítő ezüstlemez is épségben maradt.
A tuzséri honfoglalás kori 6 sír 1900-ban özv. Salamon Tivadarné, Forgách Margit birtokáról került elő, mikor a földterületet szőlőtelepítés céljából megforgatták. Az egyik észak-déli irányú homokdombon az úgynevezett Boszorkány hegyen egyetlen sorban találták meg a hat honfoglalás kori sírt, egymástól 1,5–2 m távolságra.
Az ásatásokat Jósa András régész-orvos és Vidovich László főszolgabíró végezte.